# César Caggiano
César Augusto Caggiano (Larrechea, 4 de marzo de 1894 - Rosario, 26 de abril de 1954) fue un pintor y escultor argentino.
Expresó el crítico Julio Forcat en su artículo "El pintor de Rosario" edición de marzo de 1954: 

En todos los órdenes de la vida, son muchos los llamados y pocos los elegidos para el éxito, muchas veces por carecer de las armas adecuadas para la lucha. César Augusto Caggiano fue un elegido pero no lo sería en los comienzos del siglo XX, época en que le fuera harto difícil encontrarse con los númenes que habrían de acicatearlo para el cumplimiento de su destino”.

## Educación
Inicia sus estudios de dibujo y pintura en la academia de Fernando Gaspary de la ciudad de Rosario (Argentina), quien lo estimula en sus comienzos. En 1911 viaja a Italia y en Florencia, permanece perfeccionando sus conocimientos al lado de Giovanni Costetti.
Condiscípulo de Emilia Bertolé, Erminio Blotta, y de Alfredo Guido, Caggiano recibió parte de su educación artística con el maestro Casella. Con estos amigos organizó el Primer Salón de Arte Nacional de Rosario,conocido como Petit Salón, en 1912.

## Premios
En 1913, envía al Salón Nacional un tríptico titulado "Mi Familia" pintado a los 18 años de edad, con el que recibe el premio "Estímulo". Dicho cuadro fue donado por un coleccionista particular al Teatro "El Círculo" de la ciudad de Rosario, donde actualmente se expone.
Al año siguiente, hace suyo en el IV Salón Nacional el "Primer Premio Adquisición", con el "Retrato de Juanita Malatesta", que enviado en 1915 a la Muestra Internacional de San Francisco (California), recibe la Medalla de honor.

### Eponimia
- Cortada Caggiano. Corre de este a oeste desde el 1300 al 1599 a la altura de Iguazú 300 Bis y Mar del Plata 300 Bis. Se le impuso este epónimo por Decreto 24.341 de 1960.[3]

## Comunidad
Caggiano, convive en el taller junto a Erminio Blotta (1892 - 1976) Gustavo Cochet  (1894 - 1979), el pintor y grabador Santiago Minturn Zerva  (1896 - 1964) el pianista Alfredo Munné, el bajo Felipe Romito (que luego se haría famoso en Milán). El emérito cirujano Artemio Zeno (1884-1935) paga las cuentas de este grupo de jóvenes bohemios.
Junto al escultor Erminio Blotta (1892-1976) y al poeta Abel Rodríguez (1893-1961) integra el "Grupo de arte El Clan".
Frecuentaba diferentes cafés de la ciudad, como el Paganini, lugar de encuentro de la bohemia y el anarquismo. Otros cafés de reunión eran La Brasileña, o El Cifré con los que compartía tertulias, abarcando temas que iban desde las artes, hasta los inherentes a la ciudad, el país y el mundo. Entre los contertulios más destacados se destacan Erminio Blotta, Santiago Minturn Zerva, Gustavo Cochet, Luis Ouvrard; los poetas Aguilera, Domingo Fontanarrosa y Abel Rodríguez; el escultor Daniel Palau, Ángel Guido, Manuel Musto, Julio Vanzo, entre otros...

## Paraguay
Viaja al Paraguay  en dos ocasiones. En una de ellas, con su amigo el escultor Erminio Blotta. Allí, su obra pictórica se ve enriquecida por un espíritu latinoamericanista, que lo enaltece. En 1917 ya de regreso a Rosario, concurre al Salón de Bellas Artes con su tela "Nocturno" obteniendo el Primer premio.
Más tarde, de regreso al Paraguay, continúa retratando con exquisita maestría y una profusa producción, la vida cotidiana plasmadas en obras como: "Mercado de Luque" (Museo Castagnino de Rosario) "La paraguayita", "La espera", "Vieja Paraguaya" (pertenecientes a colecciones privadas), incluyendo a "La niña del Cántaro" subastada el 20 de mayo de 1988 por Christie`s.

## Instituciones de Rosario y legado
Entre 1913 y 1914 dirigió, junto con el crítico de arte Atalaya (Alfredo Chiabra) la revista Bohemia, de la cual se publican 18 números.
Es designado catedrático en la Escuela de Arquitectura dependiente de la Facultad de Ciencias Matemáticas, de la Universidad Nacional del Litoral. Su tarea docente lo lleva a organizar la Escuela de Artes Plásticas de Rosario en junio de 1937, y es nombrado como primer presidente.
Se destacó también como escultor (Mausoleo de Enzo Bordabehere).
La municipalidad de la ciudad de Rosario le brinda un reconocimiento, dándole su nombre a una de sus calles, en la zona norte de la ciudad.
Su desarrollo expresivo abarcó distintas técnicas que incursionan desde un realismo veraz a un realismo mágico, con irrupción hacia el paisaje de vehemente espontaneidad. Participó en varias revistas de tinte político progresista, con sus dibujos. También ilustró portadas de libros vinculados a la poesía y a la historia argentina.
Tras su deceso, a los 60 años, su viuda donó al "Museo de Bellas Artes Juan B. Castagnino" varias obras, entre ellas, "Retrato de la señora de Caggiano", "Retrato del pintor Mintur Zerba",  "Naturaleza muerta", "Mercado de Luque" y su mismo retrato cuando era joven, todas respondiendo a una calidad estrictamente cromática.
Lamentablemente el incendio en su estudio, ocasionó la pérdida de una parte de su obra, dejando su producción repartida en distintas instituciones de Rosario, en el Museo Castagnino, Monumento a la Bandera, Teatro El Círculo. Y en otras ciudades del país y en el extranjero; como así también, en diferentes colecciones privadas.